# Záchranáři u protinožců
Záchranáři u protinožců, uváděno i pod alternativním českým názvem Zachránci u protinožců (v anglickém originálu The Rescuers Down Under) je animovaný film z roku 1990 režisérů Hendela Butoye a Mika Gabriela. Jde o 29. snímek z tzv. animované klasiky Walta Disneye. Premiérován byl 16. listopadu 1990.
Příběh se odehrává v Austrálii, jde o pokračování snímku Zachránci z roku 1977, jenž vznikl podle novely spisovatelky Margery Sharpové.
Snímek patří do období známého jako disneyovská renesance (1989–1999). Tato dvojice filmů (Zachránci u protinožců a Zachránci) a snímky Fantasie a Fantasie 2000 jsou jediné vícedílné filmy společnosti Disney, které byly produkovány společností Walt Disney Feature Animation.
Hlasy postaviček v originále namluvili herci jako Eva Gabor, Bob Newhart, John Candy a George C. Scott.